# Piyanggang
Piyanggang is een bestuurslaag in het regentschap Semarang van de provincie Midden-Java, Indonesië. Piyanggang telt 1071 inwoners (volkstelling 2010).